# 坎巴爾卡區

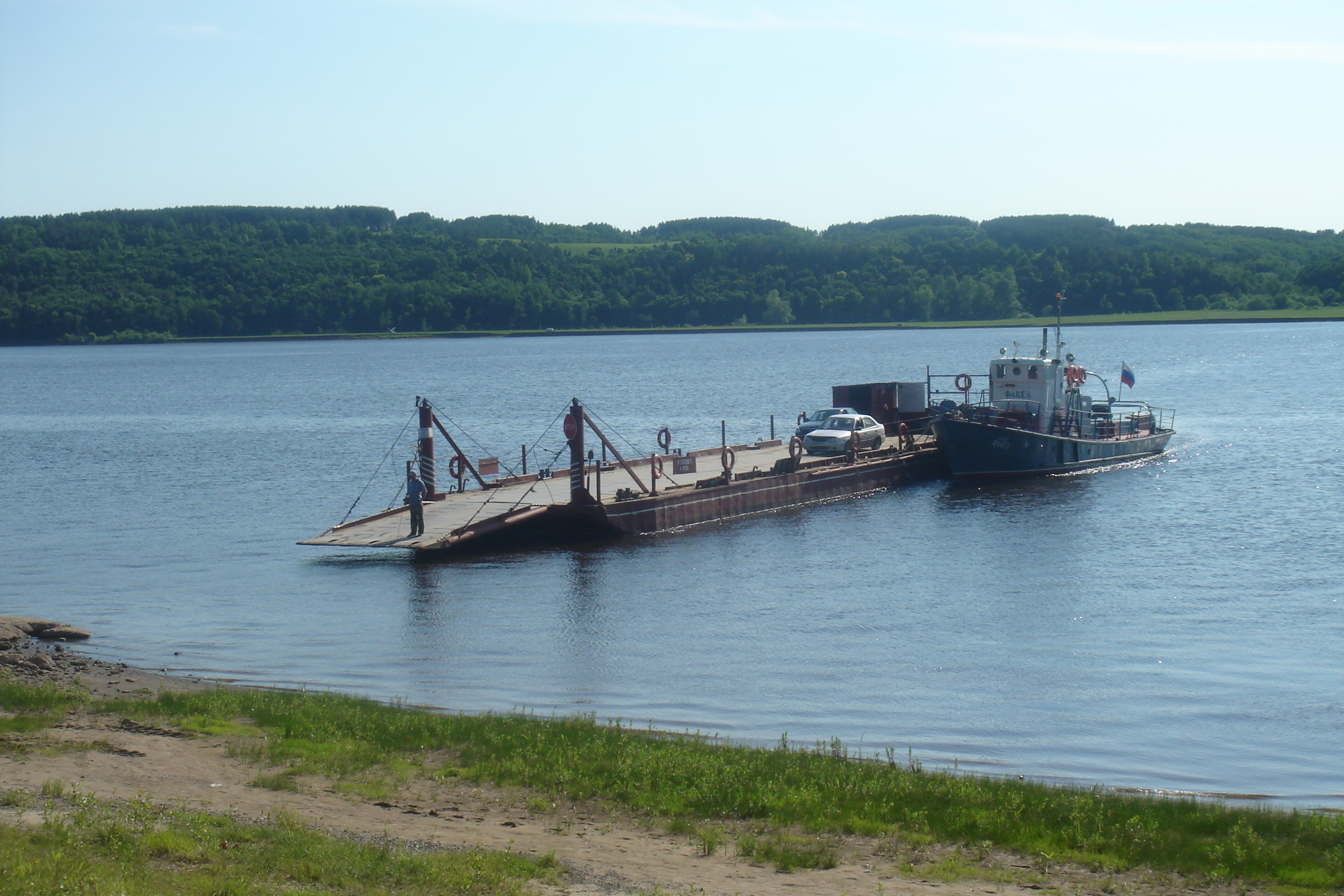

56°16′N 54°12′E / 56.267°N 54.200°E
坎巴爾卡區（俄语：Камбарский район），是俄羅斯的一個區，位於該國西南部，由烏德穆爾特共和國負責管轄，面積762.6平方公里，2010年人口18,106，人口密度每平方公里23.74人。